# Byggrosen

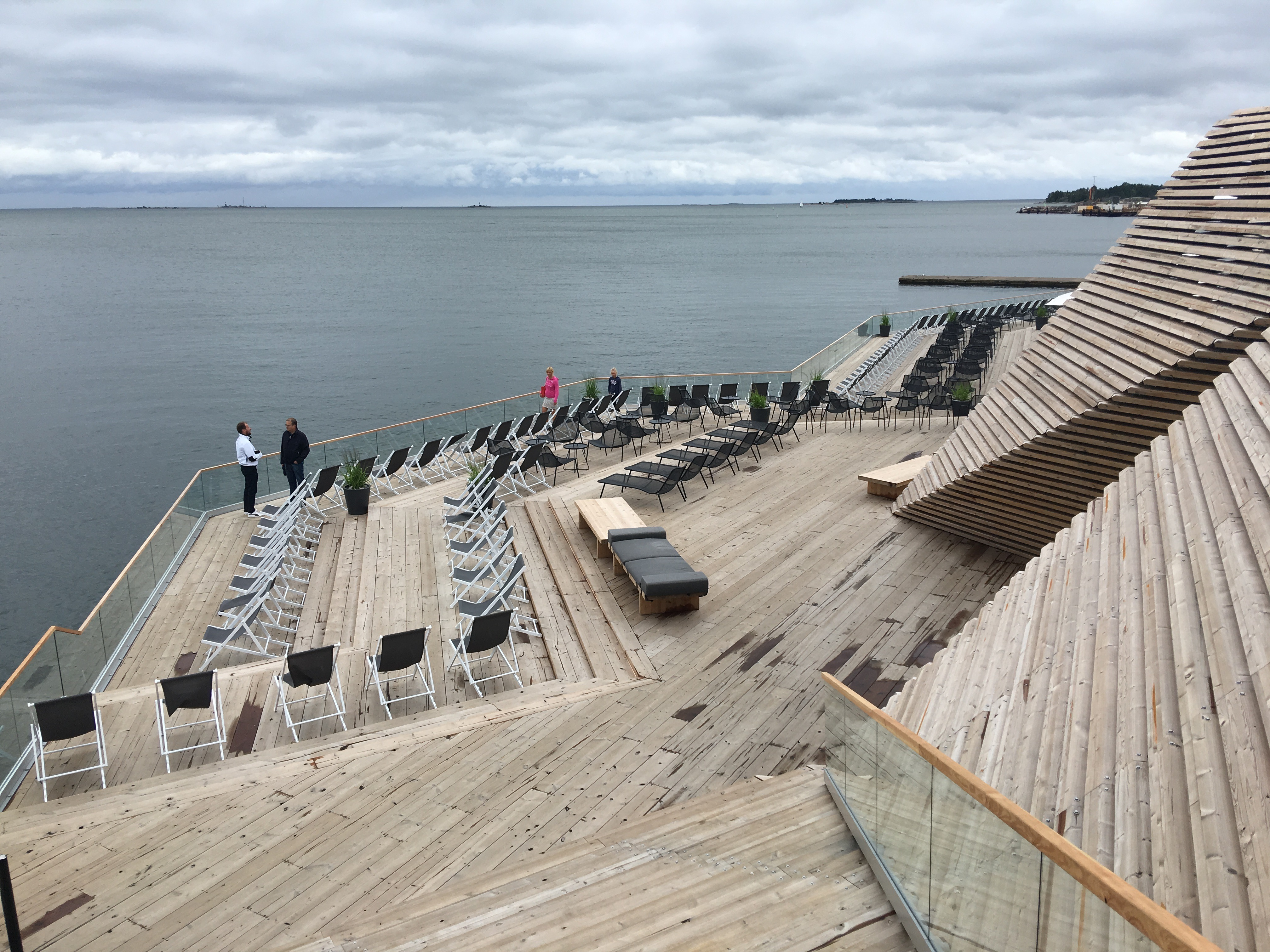
Löyly, en av pristagarna 2016.

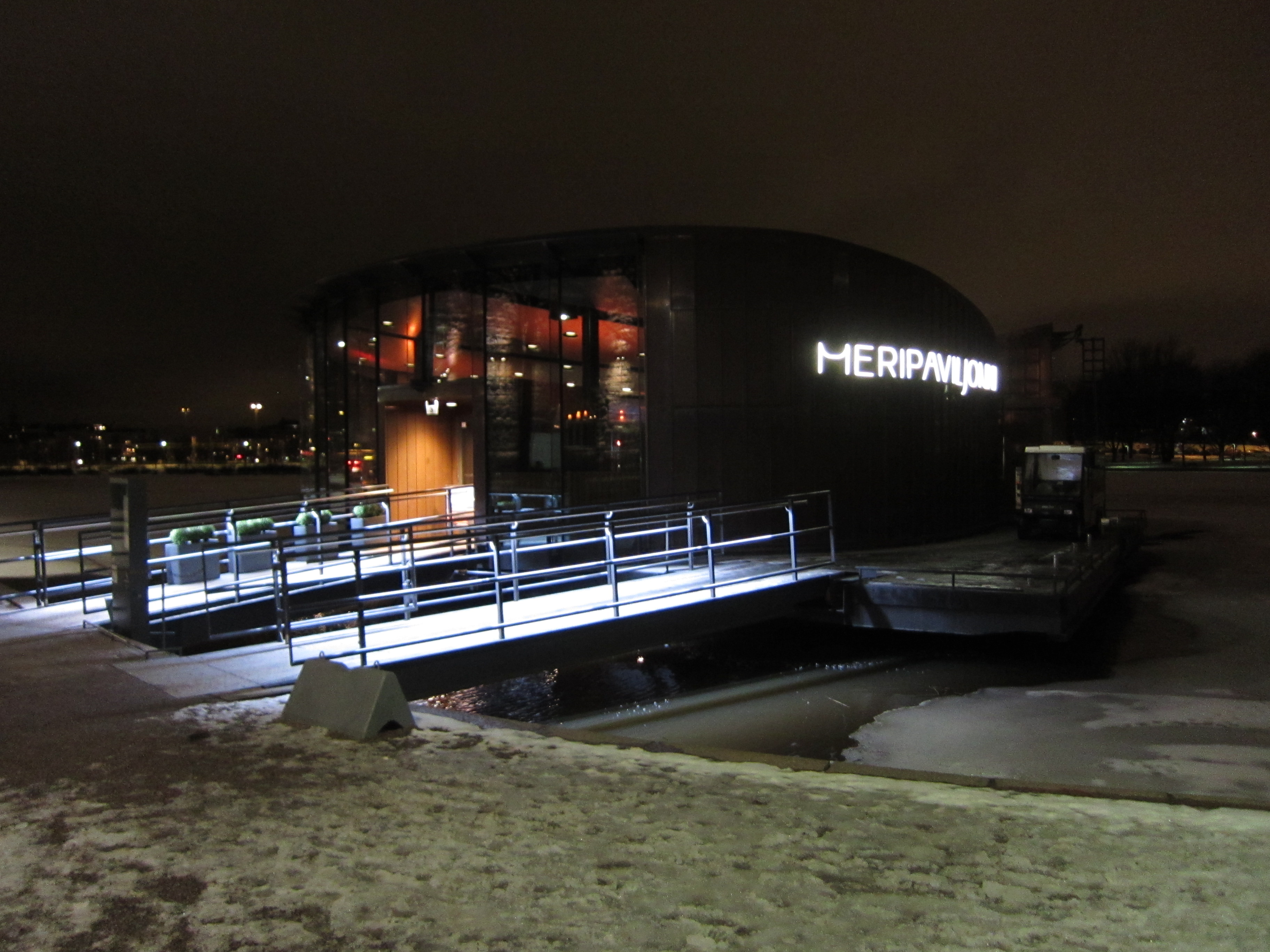
Restaurang Meripaviljonki, pristagare 2015.

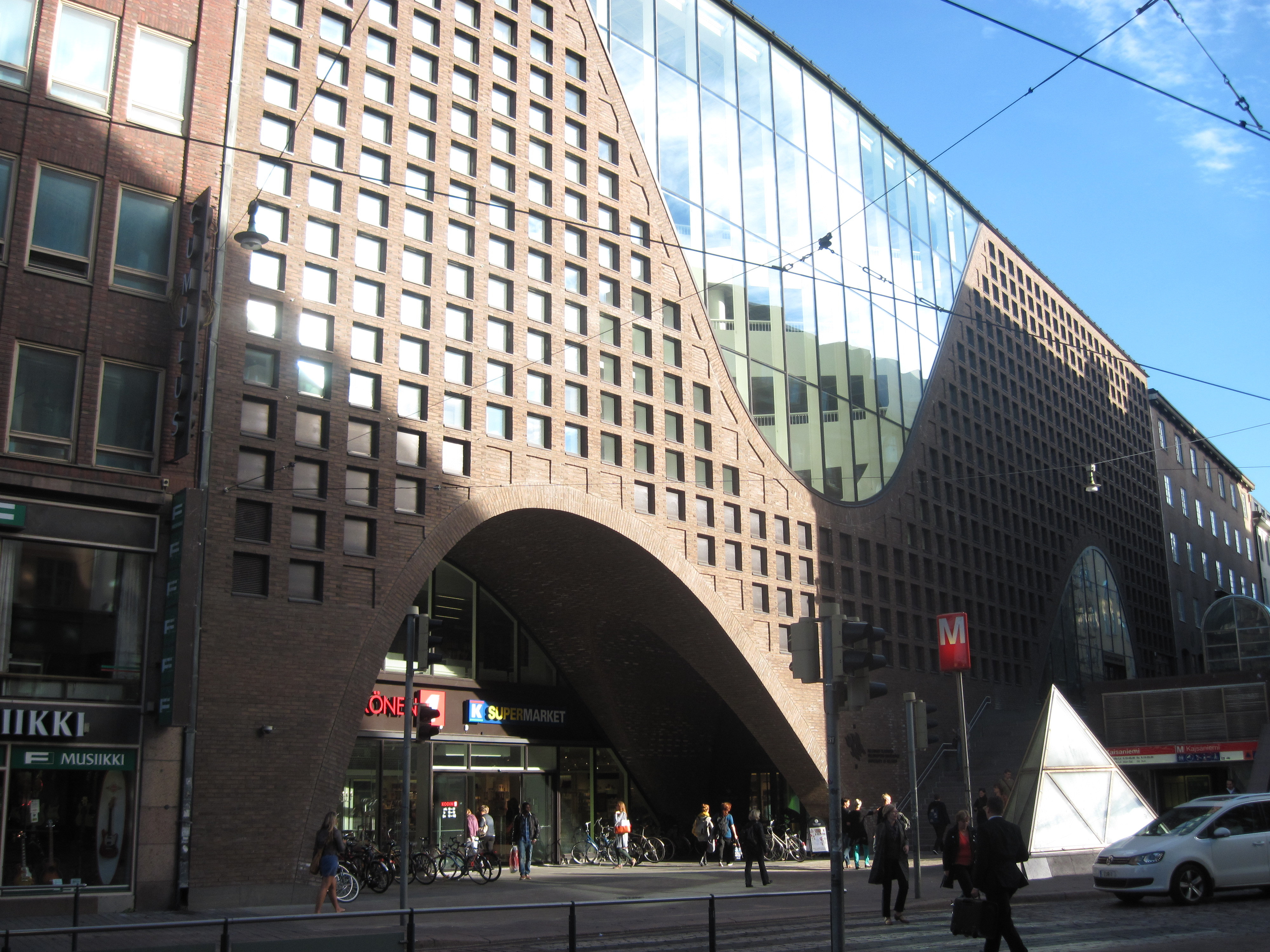
Kajsahuset, pristagare 2012.

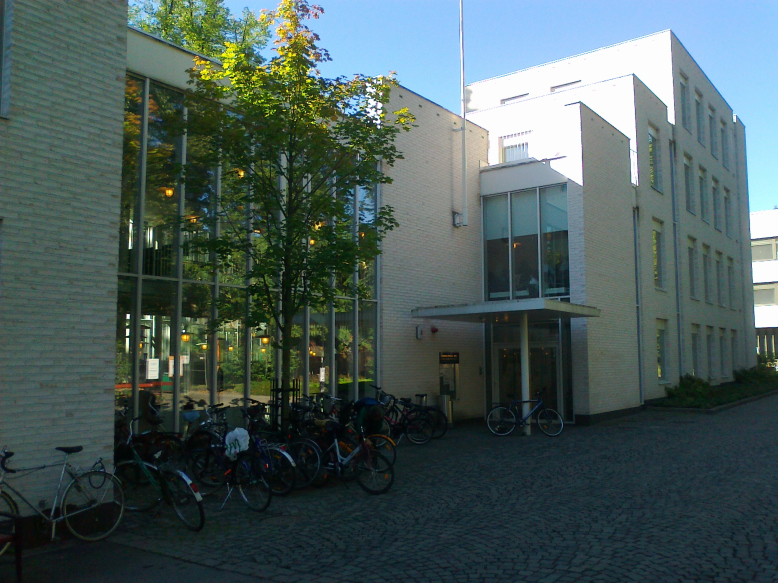
Svenska social- och kommunalhögskolan, pristagare 2009.

Byggrosen (finska: Rakentamisen ruusu) är ett pris för goda insatser för byggande i Helsingfors stad, som årligen i januari delas ut av Helsingfors stads byggnadsnämnd sedan 1996.

## Pristagare
- 1995  Sveaborgs förvaltningsnämnd för förverkligande av byggnadstillsynens syften
- 1996 Reparation och ombyggnad av Svenska Handelshögskolans huvudbyggnad
- 1997  Soininenskolan i Övre Malm
- 1998 Fastighetsdirektör Markku Koskinen i Helsingfors kyrkliga samfällighet
- 1999 Infocentret Korona på Helsingfors universitets Campus Vik
- 2000 Renoveringen av tidigare såpfabriken Kokos Ab:s fastighet från 1911 i hörnet av Aspnäsgatan och Sörnäs strandväg för Teaterhögskolan
- 2001 Arkitekten Juhani Maunula (född 1948)
- 2002 Omvandling av Elantos industrikvarter i Sörnäs till kontor
- 2003 Arkitekterna Kari Järvinen, Timo Airas och Merja Nieminen
- 2004 Autismstiftelsens verksamhetscenter och grupphem i Kottby, arkitekter Freja Ståhlberg-Aalto och Tuomo Siitonen
- 2005 Två småhus på Fregattvägen 4, arkitekter Kirsi Korhonen och Mika Penttinen
- 2006 Arkitekterna Matti Nurmela, Kari Raimoranta och Jyrki Tasa
- 2007 Vardagsrum i Helsingfors, 31 nya öppna platser i innerstaden, arkitekter Jarmo Pulkkinen (född 1953) och Vilhelm Helander (född 1941)
- 2008 Utveckling av Nordsjö hamnområde
- 2008 Skatuddens tullinspektionsbyggnad, arkitekt Topi Tuominen,
- 2009 Svenska social- och kommunalhögskolan i Kronohagen, arkitekt Juha Leiviskä (född 1936)
- 2010 Renovering av Stockmann och av HOAS studentbostadshus, bland andra  Pasteurgatan 1, i Vik
- 2011 Omvandling av Arabiastranden till bostadsområde
- 2012 Helsingfors universitets huvudbibliotek i Kajsahuset, arkitektbyrå Anttinen-Oiva
- 2013 Bostadshuset Krönvägen 44 i Viksbacka, arkitekt Kristiina Hannunkari
- 2014 Renovering av tidigare Teboilhuset på Bulevarden till Hotel Indigo, arkitektfirman Soini & Horto Oy
- 2015 Huvudkontor för OP-Pohjola i Vallgård, arkitekt Asmo Jaaksi
- 2015 Restaurant Meripaviljonki, Sparbankskajen 3, Djurgårdsviken
- 2016 Löyly, Ärtholmen
- 2016 Renovering av Kasbergetskolan
- 2017 Flerbostadshuset Vihreistä vihrein ("Det grönasta av grönt")[1], Länsisatamankatu 36/Hyväntoivonkatu 4, Busholmen, Helsingfors
- 2018 Amos Rex och grundrenovering av Glaspalatset, hedersomnämnande till byggledaren Harri Salo[2]
- 2019 Renovering av "Ohranas hus", Högbergsgatan 21 - Röddäldsgatan 4, Helsingfors
- 2020 Supercells huvudkontor (nybyggnation), Busholmen, Helsingfors